# Truskavets
Truskavets (en ucraniano: Трускаве́ць, en polaco: Truskawiec) es una ciudad de Ucrania perteneciente al raión de Drohóbych de la óblast de Leópolis.
En 2022 tenía 28 287 habitantes. Es sede de un municipio que incluye como pedanías siete pueblos que suman otros once mil habitantes a su población: Bystri, Dobrohóstiv, Zymivký, Módrychi, Óriv, Stanylia y Úlychne.
Truskavets es famosa por sus manantiales de aguas minerales, que han convertido en uno de los grandes complejos turísticos de Ucrania. Para la mayoría de los visitantes el objetivo principal es consumir las aguas locales. La ciudad está situada en un valle poco atractivo en las estribaciones de los Cárpatos y es fácilmente accesible desde Leópolis en autobús o en tren. La gran mayoría de los turistas que vienen a Truskavets son ucranianos o rusos.

## Historia
Entre 1951 y 2020, Truskavets estaba constituida como una ciudad de importancia regional, formando una unidad administrativa directamente subordinada a la óblast. En 2020 se integró en el raión de Drohóbych.

## Economía
En el año 2000 se estableció una zona económica especial en Truskavets para un período de 20 años. Conocido como "Kurortopolis Truskavets", la zona económica especial, ofrece diversos privilegios fiscales para las empresas y los inversores. Unos trece proyectos de inversión aprobados de conformidad con su marco, con la mayoría centrados en la salud y el tratamiento médico. En el período de entreguerras, Truskavets, conocido entonces como Truskawiec, fue uno de los balnearios más populares de Polonia. El propio balneario fue inaugurado en 1836 por Jozef Micewski, que fue apoyado financieramente por Agenor Goluchowski. Entre sus huéspedes, destacó Jozef Pilsudski, y aquí, el 29 de agosto de 1931, los miembros de la Organización de Nacionalistas Ucranianos y el político polaco Tadeusz Holowko.

## Ciudades hermanadas
- Jasło, Polonia, desde 2005.
- Limanowa, Polonia.
- Przemyśl, Polonia.